# Place Mohamed-Lakhdar-Toumi
La place Mohamed Lakhdar Toumi est une voie parisienne située dans le 18e arrondissement de Paris, en France.

## Situation et accès
La place est située dans le quartier des Grandes-Carrières, à l'intersection des rues Marcadet et Joseph-de-Maistre.

## Origine du nom
La place rend hommage à Mohamed Lakhdar Toumi (1914–1987).

## Historique
Par délibération du 6 juin 2025, la voie prend la dénomination de « Place Mohamed Lakhdar Toumi ».